# Muriceopsis flavida
Muriceopsis flavida is een zachte koraalsoort uit de familie Plexauridae. De koraalsoort komt uit het geslacht Muriceopsis. Muriceopsis flavida werd in 1815 voor het eerst wetenschappelijk beschreven door Lamarck. 